# Athelstan
Athelstan è un census-designated place (CDP) degli Stati Uniti d'America, situato nello stato dell'Iowa, nella contea di Taylor. Athelstan è adiacente al confine tra Iowa e Missouri.